# 高威廉
高威廉，原名張雲，是一名上海及香港電影從業者及演員。

## 高威廉的電影
- 高威廉的銀幕處男作是上海默片《兒子英雄》( 1925年，飾演張興)；
- 高威廉在香港第一齣參與的電影《破浪》( 1934年，擔任佈景)；
- 高威廉在香港第一齣演出的電影《夕陽》( 1934年)；
- 高威廉的電影遺作《太平天國女英雄》( 1961年，飾演知府)；
- 高威廉一生參予約60齣香港電影。[來源請求]

## 桃色新聞
- 高威廉住在九龍尖沙嘴河內道 X 號二樓，被控在1957年11月19日(星期二)於香港島中環皇后大道中170A樓下，寄出一封恫嚇信給一周姓男子，指摘周男與其他一人有同性戀關係，蓄意向周男勒索金錢。香港警察運用埋伏方法，以一個「好彩」煙包，內藏一張港幣100元鈔票，誘致當時「阿飛」裝束的高威廉在1957年11月19日(星期二)晚上11時在九龍尖沙嘴漆咸道人贓並獲就捕。1957年11月21日(星期四)下午被解到中央裁判署提控[1]。

## 外部連結
- 香港電影資料館：高威廉參演電影的記錄[永久]
- 香港影庫：高威廉 （页面存档备份，存于）